# 田中伸尚
田中 伸尚（たなか のぶまさ、1941年10月19日 - ）は、日本のノンフィクション作家。東京出身。

## 経歴・人物
1967年、慶応義塾大学法学部卒業。朝日新聞記者を経て、独立。2002年、『憲法を獲得する人びと』（岩波書店）により第8回平和・協同ジャーナリスト基金賞受賞。2011年『大逆事件　死と生の群像』により日本エッセイスト・クラブ賞受賞。別筆名・成瀬伸次。

## 著書

### 単著
- 『大阪国際空港対市民』（1977年、たいまつ新書）
- 『マスコミ突破58の知識 その実態から合格作戦まで』潮文社リヴ 1978
- 『自衛隊よ、夫を返せ』（1980年、現代書館）のち社会思想社現代教養文庫（「合祀拒否訴訟」の副題）
- 『関西新国際空港を撃つ　その幻の公共性』（1981年、三一書房）
- 『マスコミの仕事師たち』成瀬伸次 学陽書房 1981
- 『ドキュメント昭和天皇』全8巻（1984-92年、緑風出版）
- 『大正天皇の大葬　国家行事の周辺で』（1988年、第三書館）
- 『よりよい医療を「買う」ために』（1992年、社会思想社）
- 『1928年。「御大典」の裏側で』（1993年、第三書館）
- 『なぜ医療が信用できないか』（1994年、社会思想社）
- 『反忠 神坂哲の72万字』一葉社、1996年。ISBN 4-87196-006-4。
- 『「戦争の記憶」その隠蔽の構造　国立戦争メモリアルを通して』（1997年、緑風出版）
- 『政教分離　地鎮祭から玉串料まで』（1997年、岩波ブックレット）
- 『さよなら、「国民」　記憶する「死者」の物語』（1998年、一葉社）
- 『天皇をめぐる物語　歴史の視座の中で』（1999年、一葉社）
- 『生と死の肖像』（1999年、一葉社）
- 『日の丸・君が代の戦後史』（2000年、岩波新書)
- 『憲法を獲得する人びと』（2002年、岩波書店)
- 『靖国の戦後史』（2002年、岩波新書)
- 『合祀はいやです。　こころの自由を求めて』（2003年、樹花舎）
- 『国立追悼施設を考える　「国のための死」をくり返さないために』（2003年、樹花舎）
- 『憲法を奪回する人びと』（2004年、岩波書店）
- 『憲法九条の戦後史』（2005年　岩波新書)
- 『教育現場に「心の自由」を! 「君が代」強制を問う北九州の教職員』（2005年、岩波ブックレット）
- 『不服従の肖像』（2006年、樹花舎）
- 『ドキュメント 靖国訴訟　戦死者の記憶は誰のものか』（2007年、岩波書店）
- 『これに増す悲しきことの何かあらん 靖国合祀拒否・大阪判決の射程』七つ森書館、2009年。ISBN 978-4-8228-0992-8。
- 『大逆事件　死と生の群像』（2010年、岩波書店）
- 『ルポ良心と義務 「日の丸・君が代」に抗う人びと』岩波新書 2012
- 『抵抗のモダンガール作曲家・吉田隆子』岩波書店、2014
- 『飾らず、偽らず、欺かず　管野須賀子と伊藤野枝』岩波書店、2016年

### 共著
- 『遺族と戦後』田中宏、波田永実共著（1995年、岩波新書）
- 『教育の「靖国」』（1998年、樹花舎）編：教育塔を考える会
- 『「靖国」という問題』（2006年、金曜日）共著：高橋哲哉
- 『蟻食いを噛み殺したまま死んだ蟻』（2007年、七つ森書館）共著：佐高信

## 参考
- 『現代日本人名録』2002年